# Tovarășul X
Tovarășul X (titlu original: Comrade X) este un film american din 1940 regizat și co-produs de King Vidor. Este creat în genurile de comedie cu spioni. Rolurile principale au fost interpretate de actorii Clark Gable, Hedy Lamarr și Oskar Homolka.

## Prezentare
În Uniunea Sovietică, reporterul american McKinley "Mac" Thompson (Clark Gable) scrie în secret reportaje neobișnuite, atribuite "tovarășului X", pentru ziarul său. Identitatea sa este descoperită de valetul său, Vanya (Felix Bressart), care îl șantajează ca s-o scoată pe fiica sa, vătmănița Theodore (Hedy Lamarr), în afara țării. Theodore este de acord cu o căsătorie falsă, astfel încât să poată răspândi mesajul beneficiilor comunismului către restul lumii. Cu toate acestea, Comisarul Vasiliev (Oscar Homolka) este determinat să-l demaște și să-l aresteze pe tovarășul X. 

## Distribuție

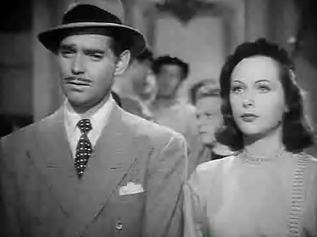
Clark Gable și Hedy Lamarr în Comrade X

- Clark Gable ca McKinley B. "Mac" Thompson
- Hedy Lamarr ca Golubka / Theodore Yahupitz / Lizvanetchka "Lizzie"
- Oskar Homolka - comisar Vasiliev
- Felix Bressart ca Igor Yahupitz / Vanya
- Eve Arden ca Jane Wilson
- Sig Rumann ca Emil Von Hofer
- Natasha Lytess ca Olga Milanava
- Vladimir Sokoloff ca Michael Bastakoff
- Edgar Barrier ca Rubick, ajutorul comisarului
- Georges Renavent ca Laszlo  (creditat ca George Renevant)
- Mikhail Rasumny ca ofițer rus

## Producție
Filmările au început la sfârșitul lunii august 1940. Cheltuielile de producție s-au ridicat la 920.000$.

## Primire
A avut încasări de 2.079.000$. Filmul a fost nominalizat la Premiul Oscar pentru cea mai bună poveste originală . Este primul film american dinaintea celui de-al doilea război mondial care critică pe față Germania nazistă.